# Цимлянський ВТТ
Цимлянський ВТТ (рос. ЦИМЛЯНСКИЙ ИТЛ, Строительство и ИТЛ Цимлянского гидроузла, ИТЛ при СУ Цимлянского гидроузла) — підрозділ системи виправно-трудових установ СРСР.
Організований 14.01.49 і 28.02.49;

закритий 04.08.52 (злитий з Мартинівським ВТТ з утворенням ВТТ і Буд-ва зрошувальних і гідротех. споруд).

## Підпорядкування і дислокація
- Головгідробуд МВС з 14.01.49 ;
- ГГВДС з 05.11.49.

Дислокація: Ростовська область, Станиця Цимлянська на 28.02.49;

Ростовська обл., Романівський р-н, р.п. Ново-Сольонівськ на 10.02.50.

## Виконувані роботи
- буд-во Цимлянського гідровузла

## Чисельність з/к
- 01.11.49 — 13 500,
- 01.01.50 — 15 829,
- 01.01.51 — 32 308,
- 01.01.52 — 47 285